# Alain Marcoen
Alain Marcoen (Bruxelles, 1950) è un direttore della fotografia belga.

## Biografia
Per 20 anni è stato uno dei collaboratori abituali dei fratelli Dardenne, per i quali ha firmato la fotografia di tutti i film, da La Promesse del 1996 a La ragazza senza nome (La Fille inconnue) del 2016.

## Filmografia parziale
- La Promesse, regia di Jean-Pierre e Luc Dardenne (1996)
- Rosetta, regia di Jean-Pierre e Luc Dardenne (1999)
- Il figlio (Le Fils), regia di Jean-Pierre e Luc Dardenne (2002)
- L'Enfant - Una storia d'amore (L'Enfant), regia di Jean-Pierre e Luc Dardenne (2005)
- Nell'oscurità (Dans l'obscurité), cortometraggio diretto da Jean-Pierre e Luc Dardenne in Chacun son cinéma - A ciascuno il suo cinema (Chacun son cinéma ou Ce petit coup au cœur quand la lumière s'éteint et que le film commence) (2007)
- Il matrimonio di Lorna (Le Silence de Lorna), regia di Jean-Pierre e Luc Dardenne (2008)
- La Régate, regia di Bernard Bellefroid (2009)
- Marieke, Marieke, regia di Sophie Schoukens (2010)
- Elle ne pleure pas, elle chante, regia di Philippe de Pierpont (2011)

- Il ragazzo con la bicicletta (Le Gamin au vélo), regia di Jean-Pierre e Luc Dardenne (2011)
- Non lasciarmi sola (Gimme Shelter), regia di Ron Krauss (2013)
- Due giorni, una notte (Deux jours, une nuit), regia di Jean-Pierre e Luc Dardenne (2014)
- Abus de faiblesse, regia di Catherine Breillat (2014)
- 600 miglia (600 Millas), regia di Gabriel Ripstein (2014)
- Arrêtez-moi là, regia di Gilles Bannier (2016)
- La ragazza senza nome (La Fille inconnue), regia di Jean-Pierre e Luc Dardenne (2016)
- Les Survivants, regia di Luc Jabon (2016)